# 吐司三明治
吐司三明治是一種三明治料理，做法是在兩片未烤的吐司之間夾一片烤吐司，夾在中間烤吐司可以塗奶油，也可加入鹽和胡椒來調味。

## 維多利亞時代食譜
伊莎貝拉·比頓於1861年出版的《家政管理書》中，紀載了這道料理的食譜，並將此料理歸類於適合病患的料理。書中稱「可以透過在吐司裡加點手撕豬肉或切細的午餐肉來為此三明治增添風味，這有助於使病患胃口大開。

## 2011年的宣傳
2011年11月，亦即《家政管理書》出版150年後，英國皇家化學學會製作了吐司三明治。
協會計算出每份三明治的成本為GB£.075，試圖在大蕭條之後使這道被社會遺忘的菜餚再次風行。協會將之命名為「全國最經濟實惠的午餐」，並表示若有人能製作出更便宜且可食用的餐點，便提供GB£200獎金。由於報名者眾，此懸賞活動在七日後結束，200英鎊則頒給其中一位報名者。

## 布魯門索的版本

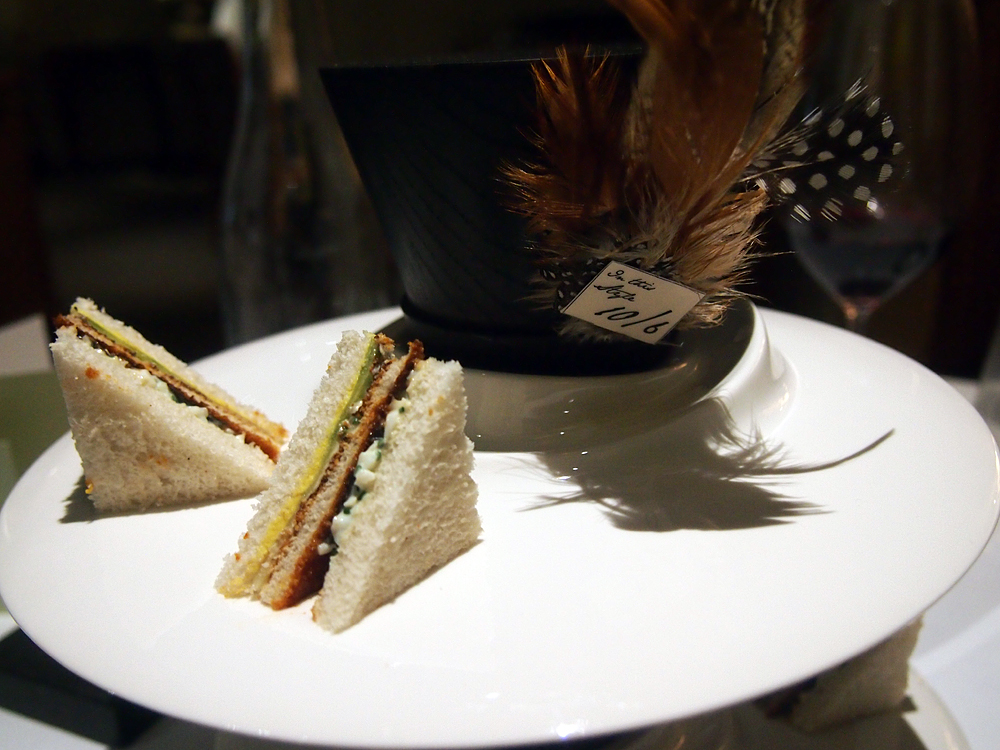
在英國廚師赫斯頓·布魯門索經營的餐廳肥鴨裡，吐司三明治是餐廳所供應的配菜之一。

在英國廚師赫斯頓·布魯門索經營的餐廳肥鴨裡，吐司三明治是「瘋帽客的茶會（約1982年）」的配菜。主菜的靈感來源是《愛麗絲夢遊仙境》。布魯門索的吐司三明治的配方包括骨髓沙拉、蛋黃、芥末、法式焦糖醋醬、美乃滋和番茄醬。

## 美國媒體報導
《影音俱樂部》的麥克·瓦戈（Mike Vago）將此吐司三明治評為「平凡的奢侈品」。《The Daily Meal》的文章〈這12種你從未聽說過的三明治將改變你的世界〉中，稱「吐司三明治『只是不太好』而已……謝天謝地，達達主義者自此之後沒有再搞出別的三明治了。」。美國主持人倫納德·洛佩特在《倫納德·洛佩特秀》中採訪接受《The Sporkful》的丹·帕什曼（Dan Pashman），過程中提及吐司三明治。洛佩特稱「對我來說，這東西聽起來很怪」。在全國公共廣播電台製作的節目《等等……別告訴我！》中，節目裡遊戲小組的成員在吃過吐司三明治後，主持人彼得·薩加爾評論道「這道料理就像是羅斯科的畫，或像是馬塞爾·杜象的三明治！是對三明治和語言的本質提出質疑！」